# Ирон газет
«Иро́н газе́т» (осет. Ирон газет «Осетинская газета») — первая газета на осетинском языке. Первый номер газеты вышел во Владикавказе 23 июля 1906 года.
Газета имела большое значение для развития осетинской журналистики, функциональных стилей осетинского языка. В ней были опубликованы произведения многих авторов, ставших впоследствии знаменитыми.
После выхода девяти номеров газета была закрыта приказом генерал-губернатора Терской области «по причине революционной направленности».

## Продолжение традиции
С марта 1907 года начала издаваться газета «Ног цард» (Новая жизнь). Вышло 75 номеров.
Сегодня на осетинском языке выходит две крупные ежедневные газеты: «Растдзинад» и «Хурзарин». Кроме того, полностью или частично на осетинском языке выходят районные газеты, газеты ряда политических движений и общественных организаций.

## Праздники
23 июля, в день выхода первого номера «Ирон газет», отмечается День работников средств массовой информации в Южной Осетии.